# Артурова крчма
Артурова крчма је крчма и гостионица од историјског значаја која се налази у Артуру у округу Освиго. Састоји се из двоспратног главног блока, ширине три уваче и дубине четири увале, са спратом крила једне половине. Конструисана је од сиве пешчаре и направљена око 1838. године. 
Налази се у Националном регистру историјских места од 14. новембра 1991. године.